# ジョイス・スミス
ジョイス・スミス（Joyce Smith、旧姓Byatt、1937年10月6日 - ）はイギリスの元陸上競技選手。40歳を過ぎてからマラソン選手として本格的に活動し、日本の大会でも活躍した。日本では当初、スミス夫人と表記されていた。

## 来歴
ロンドン出身。
1950年代には中距離選手として活動した経歴があり、1959年と1960年にはクロスカントリーのイギリス選手権に優勝している。その後結婚・出産を経て1960年代の終わりになって陸上競技に復帰した。
1971年に3000mで世界記録を樹立。クロスカントリーの世界選手権では1972年に優勝、1973年に2位、1971年に3位となっている。1972年のミュンヘンオリンピックでは1500mに出場したが、準決勝で敗退した。1974年のヨーロッパ陸上選手権（ローマ）では3000mで銅メダルを獲得している。また、同年にはクロスカントリーのイギリス選手権で3度目の優勝を果たした。1978年に3000mで記録した9分11秒2の記録は、40歳の記録として27年間破られなかった。この年、スミスは初マラソンに挑戦し、2時間41分37秒のイギリス記録を樹立した。
1979年、スミスは当時非公式な世界選手権とみなされていたエイボン国際女子マラソンに優勝した。そして、この年から始まった東京国際女子マラソンでは翌年にかけて連覇を遂げる。レース中、口に溜まった唾液を吐き捨てずハンカチで拭う品のある姿は観衆から賞賛された。このほか1982年の第1回大阪女子マラソン（現・大阪国際女子マラソン）にも参加している。1980年には25kmロードで1時間28分18秒の記録を樹立した。これは40歳代の世界記録として25年間破られなかった。
1981年、スミスはロンドンマラソンに2時間29分57秒で優勝し、40歳代の女性としては世界で初めて2時間30分の壁を破った。翌年の大会でもスミスは6度目のイギリス記録となる2時間29分43秒で連覇を飾っている。
1983年の第1回世界陸上選手権（ヘルシンキ）のマラソンでは9位であった。翌1984年、オリンピックでは初の女子マラソンとなったロサンゼルスオリンピックでは11位となっている。このとき、イギリス代表には39歳のプリシラ・ウェルチもおり、レース参加者ではこの二人が年齢の上位であったが、二人とも完走（ウェルチは6位入賞）を果たしている。
1986年にスミスは現役を引退した。この年樹立した10マイルの記録（55分33秒）は2007年現在も45歳以上の世界記録である。
1984年にはMBEに叙された。スミスは今日もなお、ロンドンマラソンの運営委員会に夫のブライアンとともに所属して、世界のランナーの交流に助力している。
また、夫のブライアンによるランニングの指導書「ジョイス・スミスの女性のためのランニングブック」（邦訳は鎌倉書房、1984年）も刊行された。
2008年11月16日に開催された最後の東京国際女子マラソンではスターターを務めた。